# Георги Георгиев (археолог)
Вижте пояснителната страница за други личности с името Георги Георгиев.
Георги Илиев Георгиев е български археолог праисторик, професор.

## Биография
Георги Илиев Георгиев е роден в село Гайтанево, област София на 4 март 1917 г. През 1940 г. завършва история в Софийския университет. Специализира праистория във Виенския университет, където защитава докторат през 1944 г.
От 1945 г. работи в Народния археологически музей в София, от 1961 г. е старши научен сътрудник в Археологическия институт с музей при Българската академия на науките (БАН), а от 1974 г. е професор. Той завежда секцията по праистория към БАН. По това време секцията обединява две направления — Праистория и Бронзова епоха.
Георги Георгиев проучва Карановската селищна могила, селищни могили при Стара Загора, Казанлък, неолитното селище Чавдар (Софийска област) и други. Автор е на „Проучването на културата на селищните могили“ (1964 г.), „За някои оръдия за производство от неолита и халколита в България“ (1958 г.), „Стратиграфия и периодизация на неолита и халколита в днешните български земи“ (1974 г.) и други. Трудовете му са публикувани в български и чуждестранни специализирани издания.
Починал е на 18 февруари 1988 г.